# ParisTech
ParisTech è un cluster che riunisce 10 famose grandes écoles con sede a Parigi, Francia. Copre l'intero spettro della scienza, della tecnologia e della gestione e offre una serie completa e unica di programmi riconosciuti a livello internazionale a più di 20.000 studenti.
ParisTech offre 21 programmi di master, 95 master avanzati (Mastères Spécialisés), diversi programmi MBA e una vasta gamma di programmi di dottorato.